# Xã Gregg, Quận Centre, Pennsylvania
Xã Gregg (tiếng Anh: Gregg Township) là một xã thuộc quận Centre, tiểu bang Pennsylvania, Hoa Kỳ. Năm 2010, dân số của xã này là 2.405 người.